# Berberis
Berberis is een geslacht van ongeveer 450 tot 500 soorten bladverliezende en groenblijvende struiken van 1-5 m hoog met doornige scheuten.
Het geslacht komt van nature voor in Europa, Azië, Afrika, Noord-Amerika en Zuid-Amerika. Berberis is nauw verwant aan Mahonia.
|  |

Berberis-soorten hebben takken met twee verschillende vormen. Lange scheuten vormen de structuur van de plant; korte scheuten zijn slechts 1 à 2 mm lang.
De bladeren op de lange takken zijn niet fotosynthetisch en vormen knopen van drie doorns van 3-30 mm lang; De knop zit in de bladoksel van ieder doornblad. Hieruit ontwikkelt zich een korte scheut met verscheidene normale bladeren waarin wel fotosynthese plaatsvindt.
Deze bladeren zijn 1-10 cm lang, enkelvoudig en gaafrandig of getand. Alleen op jonge zaailingen ontwikkelen bladeren zich op de lange takken; de volwassen bladerstijl ontwikkelt zich na het eerste of tweede jaar.
Bladverliezende soorten als Berberis thunbergii en Berberis vulgaris vallen op door hun herfstkleuren; de bladeren kleuren roze of rood voordat ze afvallen.
De gele of oranje bloemen zijn alleenstaand of groeien in trossen van tot twintig bloemen. De 3-6 mm lange bloemen hebben zes kroonbladen en zes kelkbladen, afwisselend in kransen van drie geplaatst. De kelkbladen zijn evenals de kroonbladen gekleurd.
De vrucht is een kleine bes van 5-15 mm lang. Rijp is hij rood of donkerblauw, vaak met een roze of violette glans. Ze kunnen langwerpig of bolvormig zijn. De eetbare bessen zijn rijk aan vitamine C maar hebben een scherpe smaak.
De doornen maken oogsten lastig, reden waarom ze weinig worden gegeten.
Voor kleine vogels zijn ze echter een belangrijke voedselbron. Deze verspreiden de zaden na vertering. Berberis soorten worden door de larven van Lepidoptera-soorten als de loofboomdwergspanner (Eupithecia exiguata) als waardplant gebruikt.
In de tuin worden ze zowel ter wille van hun sierlijke bladeren geplant als voor hun gele bloemen en rode of donkerblauwe bessen.
Ook voor inbraakbestrijding spelen ze een rol door ze onder lage ramen of in heggen aan te planten, hun doorns zijn een effectief afweermiddel.
Berberis vulgaris is de gastheer voor een aantal schimmels als Puccinia graminis, die tarwe ernstig kan aantasten.
Berberis glaucocarpa is een neofyt in Nieuw-Zeeland, die daar plaatselijk verboden is.
Berberis buxifolia en Berberis darwinii zijn twee soorten die voorkomen in Patagonië in Argentinië en Chili. Hun eetbare vruchten worden onder meer in jam en gebruikt, maar ook om in te maken. Men zegt dat iedereen die ooit een van deze bessen geproefd heeft, altijd weer naar Patagonië terugkeert. Deze twee planten zijn de nationale planten van Patagonië.

## Selectie van soorten
| Europa & Azië, bladverliezend - Berberis aemulans - Berberis aetnensis - Berberis aggregata - Berberis amurensis - Berberis angulosa - Berberis aristata - Berberis beaniana - Berberis capillaris - Berberis chinensis - Berberis circumserrata - Berberis cretica - Berberis dasystachya - Berberis diaphana - Berberis dictyoneura - Berberis dictyophylla - Berberis dielsiana - Berberis edgeworthiana - Berberis floribunda - Berberis forrestii - Berberis francisci-ferdinandii - Berberis gilgiana - Berberis giraldii - Berberis graminea - Berberis gyalaica - Berberis heteropoda - Berberis hispanica - Berberis jamesiana - Berberis koreana - Berberis lycium - Berberis mitifolia - Berberis morrisonensis - Berberis mucrifolia - Berberis oblonga - Berberis parisepala - Berberis poiretii - Berberis prattii - Berberis sherriffii - Berberis sieboldii - Berberis sikkimensis - Berberis silva-taroucana - Berberis temolaica - Berberis thunbergii - Berberis vernae - Berberis virescens - Berberis virgetorum - Berberis vulgaris - Berberis wilsonii - Berberis yunnanensis - Berberis zabeliana | Europa & Azië, groenblijvend - Berberis aquifolium - Berberis asiatica - Berberis atrocarpa - Berberis bergmannii - Berberis calliantha - Berberis candidula - Berberis centiflora - Berberis chrysosphaera - Berberis concinna - Berberis coriaria - Berberis coxii - Berberis dumicola - Berberis gagnepainii - Berberis glaucocarpa - Berberis hookeri - Berberis hypokerina - Berberis insignis - Berberis julianae - Berberis kawakamii - Berberis lycioides - Berberis manipuriana - Berberis panlanensis - Berberis potaninii - Berberis pruinosa - Berberis replicata - Berberis sargentiana - Berberis soulieana - Berberis sublevis - Berberis taliensis - Berberis tsangpoensis - Berberis umbellata - Berberis veitchii - Berberis verruculosa | Noord-Amerika, bladverliezend - Berberis canadensis - Berberis fendleri Zuid-Amerika, bladverliezend - Berberis cabrerae - Berberis chillanensis - Berberis montana Zuid-Amerika, groenblijvend - Berberis actinacantha - Berberis buxifolia - Berberis comberi - Berberis darwinii - Berberis empetrifolia - Berberis hakeoides - Berberis heterophylla - Berberis ilicifolia - Berberis linearifolia - Berberis negeriana - Berberis trigona - Berberis valdiviana |

... · 
B. amurensis (Siberische zuurbes) · 
B. aquifolium (mahonie) · 
B. thunbergii (Japanse berberis) · 
B. vulgaris (zuurbes) · 
...
... · 
Berberis · 
Epimedium · 
Gymnospermium · 
Mahonia · 
Nandina · 
Podophyllum · 
...